# هيرب غاردنر
هيرب غاردنر (بالإنجليزية: Herb Gardner)‏ هو مصمم جرافيك وكاتب سيناريو وكاتب مسرحي وكاتب ورسام كارتون أمريكي، ولد في 28 ديسمبر 1934 في بروكلين في الولايات المتحدة، وتوفي في 25 سبتمبر 2003 في مانهاتن في الولايات المتحدة.

## وصلات خارجية
- هيرب غاردنر على موقع IMDb (الإنجليزية)
- هيرب غاردنر على موقع ألو سيني (الفرنسية)
- هيرب غاردنر على موقع أول موفي (الإنجليزية)
- هيرب غاردنر على موقع قاعدة بيانات برودواي على الإنترنت (الإنجليزية)
- هيرب غاردنر على موقع قاعدة بيانات الأفلام السويدية (السويدية)
- هيرب غاردنر على موقع قاعدة بيانات الفيلم (الإنجليزية)
- هيرب غاردنر على موقع كينوبويسك (الروسية)